# Drapeau du Nagaland

Drapeau du peuple Naga Ratio: 2:3

Le drapeau du Nagaland est le drapeau qui représente le peuple Naga. Actuellement, il n'a pas de statut officiel dans les régions où vivent les Nagas dans l'Inde du Nord-Est ou en Birmanie, mais en Inde il est autorisé lors d'événements culturels.
La couleur du drapeau symbolise le ciel. L'étoile de Bethléem du coin supérieur, à côté du mât, représente l'identité du peuple Naga, la foi chrétienne. Le centre du drapeau est traversé par un arc-en-ciel, simplifié en rouge, jaune et vert.

## Histoire
Ce drapeau a été hissé pour la première fois dans la zone de Parashen-Rengma au Nagaland le 22 mars 1956 par le Conseil National Naga, dirigé par Zapu Phizo. Il a été adopté comme symbole du nationalisme naga et est utilisé par les groupes indépendantistes depuis sept décennies environ.